# Alfredo Pérez Rubalcaba
Alfredo Pérez Rubalcaba (Solares, Cantabrië, 28 juli 1951 - Majadahonda, 10 mei 2019, kortweg Alfredo Rubalcaba) was een Spaans politicus van de Partido Socialista Obrero Español, de Spaanse socialistische partij. Hij was vicepremier in de tweede regering-Zapatero, maar daarvoor heeft hij vele andere belangrijke posten bekleed en is daarmee een van de invloedrijkste politici in de Spaanse democratie geweest. Daarnaast was hij doctor in de scheikunde. 

## Loopbaan

### Opleiding
Zoon van een piloot die aan de kant van de nationalisten vocht tijdens de Spaanse Burgeroorlog (en later piloot bij Iberia), terwijl zijn grootvader juist republikeins was, studeerde hij aan het Colegio Pilar en later de Complutense Universiteit van Madrid. Aan de laatste promoveerde hij tot doctor in de scheikunde en werd er professor. Hij werd lid van de PSOE in 1974 en kwam hiertoe uit anti-franquistische overwegingen. Zelf zei hij dat als Franco er niet was geweest, hij waarschijnlijk nooit in de politiek terecht was gekomen

### Regeringen González en oppositie
Toen de PSOE in 1982 aan de macht kwam, nam Rubalcaba verschillende functies op zich die te maken hebben met het onderwijs en de universiteit. In 1988 werd hij zelfs staatssecretaris van Onderwijs en in 1992-1993 minister van Onderwijs en Wetenschap in de regering van Felipe González. Na de verkiezingen in 1993 werd hij benoemd tot minister van het Presidentschap en hield zich in die hoedanigheid bezig met de GAL, in die tijd een groot schandaal in de Spaanse politiek. 
Sinds 1993 was hij, al dan niet in combinatie met een ministerspost, onafgebroken afgevaardigde in het congres. Achtereenvolgens had hij zitting namens de kieskringen Toledo (1993-1996), Madrid (1996-2004), Cantabrië (2004-2008) en Cádiz. Toen in 1996 de PSOE de verkiezing verloor, nam hij plaats in het partijbestuur en werd verantwoordelijke voor de communicatie. In die functie onderhield hij contact met de regering van José María Aznar over de wapenstilstand van de ETA in 1999. In 2000 onderhandelde en ondertekende hij namens de PSOE het Acuerdo por las Libertades y contra el Terrorismo ('Overeenkomst voor de vrijheid en tegen het terrorisme') met de regering. 

### Regeringen Zapatero
Voor de verkiezingen in 2004 was Rubalcaba campagnestrateeg voor de PSOE. Twee dagen na de terroristische aanslagen in Madrid van 11 maart 2004, de dag voor de verkiezingen, vaiel hij de regerende Partido Popular hard aan omdat die tegen beter weten in bleef volharden in het standpunt dat de aanslagen gepleegd zijn door de ETA en deed de uitspraak "De Spaanse burgers verdienen een regering die niet tegen ze liegt" die historisch zou worden. De PSOE won de verkiezingen. 
In de daaropvolgende regeringen van José Luis Rodríguez Zapatero stond hij aan het hoofd van het ministerie van Binnenlandse Zaken. In die functie bewerkstelligde hij het einde van de terroristische activiteiten van de Baskische terreurgroep ETA. Op 20 oktober 2011 kondigde de groep eenzijdig aan alle activiteit definitief te stoppen, hoewel het nog tot 2017 zou duren voordat zij de wapens over zouden dragen. 
Sinds 21 oktober 2010, nadat Zapatero een grondige wijziging in zijn kabinet doorvoerde, combineerde Rubalcaba het ministerschap van binnenlandse zaken met de functie van eerste vicepremier en woordvoerder van de regering.

### Lijsttrekkerschap parlementsverkiezingen 2011 en secretaris-generaal PSOE
Na een lange tijd van speculaties over de opvolging van Zapatero, waarin de naam Rubalcaba vaak viel, werd hij op 27 mei 2011 officieel door het federaal comité van de PSOE naar voren geschoven als opvolger van Zapatero en kandidaat voor het lijsttrekkerschap voor de parlementsverkiezingen in november van dit jaar. Op 9 juli 2011 werd hij als lijsttrekker bevestigd door het congres van de partij, de dag ervoor had hij zijn functies als minister, woordvoerder en vicepremier neergelegd, om zich volledig toe te leggen op het lijsttrekkerschap.
De PSOE verloor de verkiezingen met klinkende cijfers. Omdat dit in de lijn der verwachting lag, werd Rubalcaba dit verlies niet aangerekend, en op 4 februari 2012 werd hij zelfs tot secretaris-generaal van de partij gekozen, voor Carme Chacón, de andere kandidaat. Toen de partij echter opnieuw in een verkiezing flink verloor, bij de Europese verkiezingen in 2014, legde hij de functie van secretaris-generaal weer neer. Na een voorverkiezing in juli 2014, werd hij op 26 juli opgevolgd door Pedro Sánchez. 

### Na de politiek
Na zijn vertrek als secretaris-generaal van de PSOE, nam Rubalcaba zijn oude beroep van scheikundeleraar weer op. Ook werd hij lid van de editoriale raad van El País, een van de grootste Spaanse dagbladen.

## Persoonlijk leven
Tijdens zijn studie was Rubalcaba atleet. Hij kwam op de nationale universitaire kampioenschappen uit voor Celta de Vigo en liep de 100 meter in 10,9 seconden. 
Rubalcaba overleed aan de gevolgen van een beroerte.
- Biblioteca Nacional de España: XX968618
- Catàleg d'autoritats de noms i títols de Catalunya: 981058522707706706
- Gemeinsame Normdatei: 1025085213
- International Standard Name Identifier: 0000 0000 6639 180X
- Library of Congress Control Number: n96086001
- Système universitaire de documentation: 178841129
- Virtual International Authority File: 43572205
- WorldCat: E39PBJrrB7WM7pg6WVMyJc3PcP